# الشبكة العالمية للحدائق الجيولوجية
الشبكة العالمية للحدائق الجيولوجية هي قاعدة بيانات على الإنترنت تم إنشاؤها في عام 2004. تُعد هذه الشبكة مبادرة تابعة لليونسكو تهدف إلى حماية وتعزيز المواقع الجيولوجية ذات القيمة العلمية والثقافية. تسعى الشبكة لتحقيق مجموعة من الأهداف الرئيسية، التي تشمل:
1. حماية المواقع الجيولوجية: الحفاظ على المواقع التي تحمل قيمة جيولوجية وتاريخية، مثل المحميات الجيولوجية، لتكون مواقع تعلم ومعرفة.
2. التعليم والتوعية: العمل على تعزيز الوعي بأهمية الجيولوجيا من خلال الزيارات التعليمية والبرامج التثقيفية.
3. التعاون الدولي: تعزيز التعاون بين البلدان والحدائق الجيولوجية من خلال تبادل الخبرات والممارسات الجيدة.
4. السياحة المستدامة: دعم السياحة الجيولوجية المستدامة التي لا تضر بالمواقع الجيولوجية، بل تعزز من قيمتها الاقتصادية والثقافية.[5]

## الحدائق الجيولوجية العالمية لليونسكو
تعتبر الحدائق الجيولوجية العالمية لليونسكو مواقع ذات قيمة جيولوجية وتاريخية هامة تهدف إلى حماية التراث الجيولوجي وتعزيز الوعي البيئي. كما توفر هذه الحدائق منصات للتعليم والبحث العلمي وتسهم في السياحة المستدامة. من أبرز هذه الحدائق:
1. حديقة سيريدو الجيولوجية العالمية (البرازيل)
2. حديقة مسارات الأخاديد الجنوبية الجيولوجية العالمية (البرازيل)
3. حديقة سالباوسيلكا الجيولوجية العالمية (فنلندا)
4. حديقة ريس الجيولوجية العالمية (ألمانيا)
5. حديقة كيفالونيا-إيثاكا الجيولوجية العالمية (اليونان)
6. حديقة مولردال الجيولوجية العالمية (لكسمبرغ)
7. حديقة أرض بوزو الجيولوجية العالمية (رومانيا)
8. حديقة بلاتوبيرينز الجيولوجية العالمية (السويد)[6]

## وصلات خارجية
- الموقع الرسمي